# Comendador Gomes
Comendador Gomes är en kommun i Brasilien.   Den ligger i delstaten Minas Gerais, i den sydöstra delen av landet, 400 km söder om huvudstaden Brasília. Antalet invånare är 2 972.
Omgivningarna runt Comendador Gomes är huvudsakligen savann. Runt Comendador Gomes är det glesbefolkat, med 8 invånare per kvadratkilometer.